# Copa Rio de Voleibol Masculino de 2011
Copa Rio de Vôlei Masculino de 2011 foi um torneio de vôlei realizado pela Federação de Vôlei do Rio de Janeiro. A Copa foi realizada em Niterói, no Ginásio da Unipli. Estava prevista a participação do Flamengo, mas por falta de jogadores, o clube desistiu do campeonato, fazendo com que as chaves classificatórias tivessem que ser reorganizadas.
Pelo grupo A, o Volta Redonda venceu o Tijuca por 3 sets a 0 (25/10, 25/18 e 25/16), no ginásio da Unipli, em 22 de julho. No dia 23, o Volta Redonda venceu o Metrô Rio, novamente por 3 x 0 (25/18, 25/16 e 25/15).
Nas semifinais, o Volta Redonda venceu por 3 a 0 (14/25, 20/25 e 12/25) o Unipli, fora de casa. E por fim, derrotou o Juiz de Fora por 3 sets a 0, (25/11, 25/19 e 26/24), sagrando-se campeão.